# Chipuric
Chipuric es un sitio arqueológico de los Chachapoyas. Se encuentra en la parte derecha del río Jucusbamba, en el distrito de Lonya Chico, provincia de Luya, departamento de Amazonas, en Perú. Está ubicado sobre las aberturas de una superficie inclinada rocosa del cerro Molino. Está conformado por sarcófagos.
Fue declarado Patrimonio Cultural de la Nación el 2 de abril de 2003 por la Resolución Directoral Nacional N° 196-INC.